# Museum Ostwall

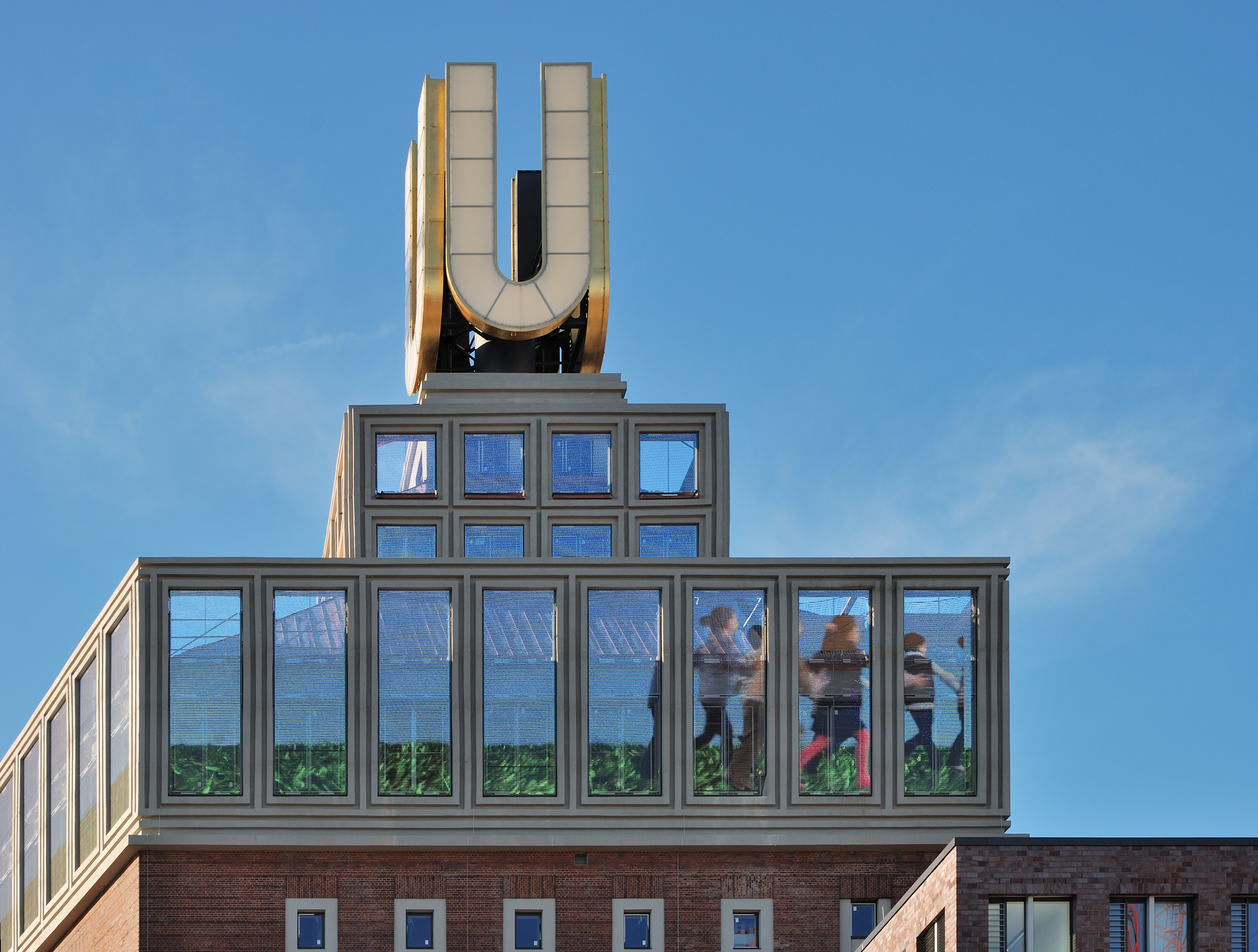
Dortmunder U tijdens Ruhr.2010 - Kulturhaupstadt Europas

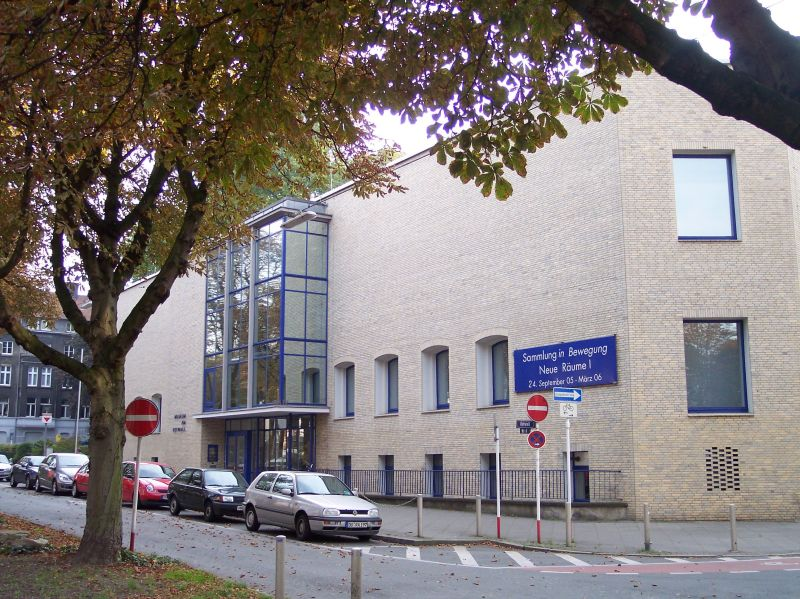
Voormalig Museum am Ostwall

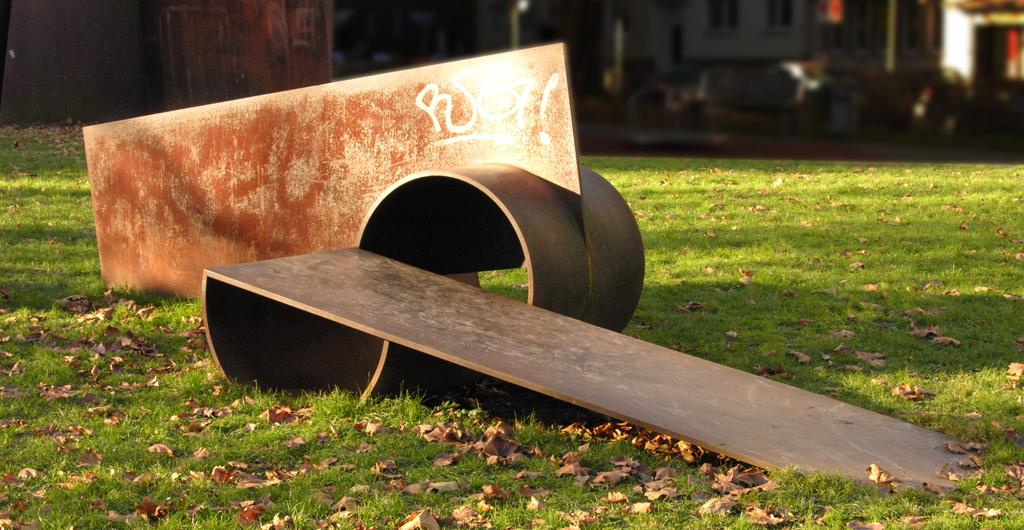
Sculptuur van Heinz-Günter Prager bij de voormalige locatie Am Ostwall

Het Museum Ostwall (volledige naam Museum Ostwall im Dortmunder U) is een museum voor moderne en hedendaagse kunst, gevestigd in de voormalige brouwerij Dortmunder U aan de Leonie-Reygers-Terrasse in de Duitse stad Dortmund (deelstaat Noordrijn-Westfalen).

## Geschiedenis
Museum am Ostwall werd in 1947 gesticht. Het museum ligt direct aan de Ostwall en is door een klein beeldenpark omgeven. Op deze plek bevond zich, voor de verwoesting in de Tweede Wereldoorlog, het voormalige kantoor van het Landesoberbergamt Dortmund, waar vanaf 1911 de stedelijke collectie van het Museum für Kunst- und Kulturgeschichte was gehuisvest.
In 1949 begon stapsgewijs de bouw, met gebruikmaking van het voorhanden zijnde bouwmateriaal van het vernielde Museum für Kunst und Kulturgeschichte, van één der eerste naoorlogs musea voor kunst van de twintigste eeuw. Het nieuwe Museum am Ostwall werd in 1952 in delen geopend en tot 1956 verder uitgebreid.
Het museum werd in 2009 gesloten en in oktober 2010 werd het nieuwe onderkomen geopend op de bovenste twee etages van de voormalige Dortmunder "Union Brauerei", de Dortmunder U.

## Collectie
De museumverzameling omvat schilderijen, beeldhouwwerken, objecten en foto's en een collectie grafiek van meer dan 2500 stuks van het Expressionisme en de klassiek modernen tot de hedendaagse kunststromingen.
Het museum voor kunst van de twintigste eeuw had aanvankelijk als zwaartepunt werken van de kunstenaars, die onder het Nationaalsocialisme als Entartete Kunst golden. Hiertoe werd in 1957 de Collectie Gröppel, die ca. 200 schilderijen, beelden en grafiek omvatte, aangeworven. 

Vooral werken van Ernst Ludwig Kirchner, Otto Mueller, Emil Nolde en Karl Schmidt-Rottluff, die in 1905 de Kunstenaarsvereniging „Die Brücke“ in Dresden hadden opgericht, behoren tot de collectie. De kunst van de in 1912 gestichte avantgardistische kunstenaarsgroep de „Blaue Reiter“ is sterk vertegenwoordigd met Wassily Kandinsky, Franz Marc, August Macke en vooral met Alexej von Jawlensky. 

Het museum beschikt over de op een na grootste verzameling werken van Alexej von Jawlensky in Duitsland (na Museum Wiesbaden).
Met slechts één werk zijn de volgende kunstenaars aanwezig: Otto Dix, Lyonel Feininger, Alberto Giacometti, Paul Klee, Oskar Kokoschka en Oskar Schlemmer. Bij de stillevens is in het bijzonder de kunstenaar Christian Rohlfs goed vertegenwoordigd. Het museum bezit voorts 26 stuks grafisch werk van Pablo Picasso uit de jaren veertig en vijftig, alsmede grafiek van Joan Miró, Marc Chagall en Salvador Dalí.
Einde jaren tachtig en begin jaren negentig werden meer dan 1000 werken verworven met de collecties Feelisch respectievelijk Siegfried Cremer, waaronder werken van Marcel Duchamp tot Joseph Beuys, Nam June Paik, Wolf Vostell, en van Günther Uecker tot Jean Tinguely. Hiermee werd een nieuw zwaartepunt in de collectie gecreëerd bij de kunststromingen: Informele schilderkunst, Zero en Fluxus.

## Fotogalerij

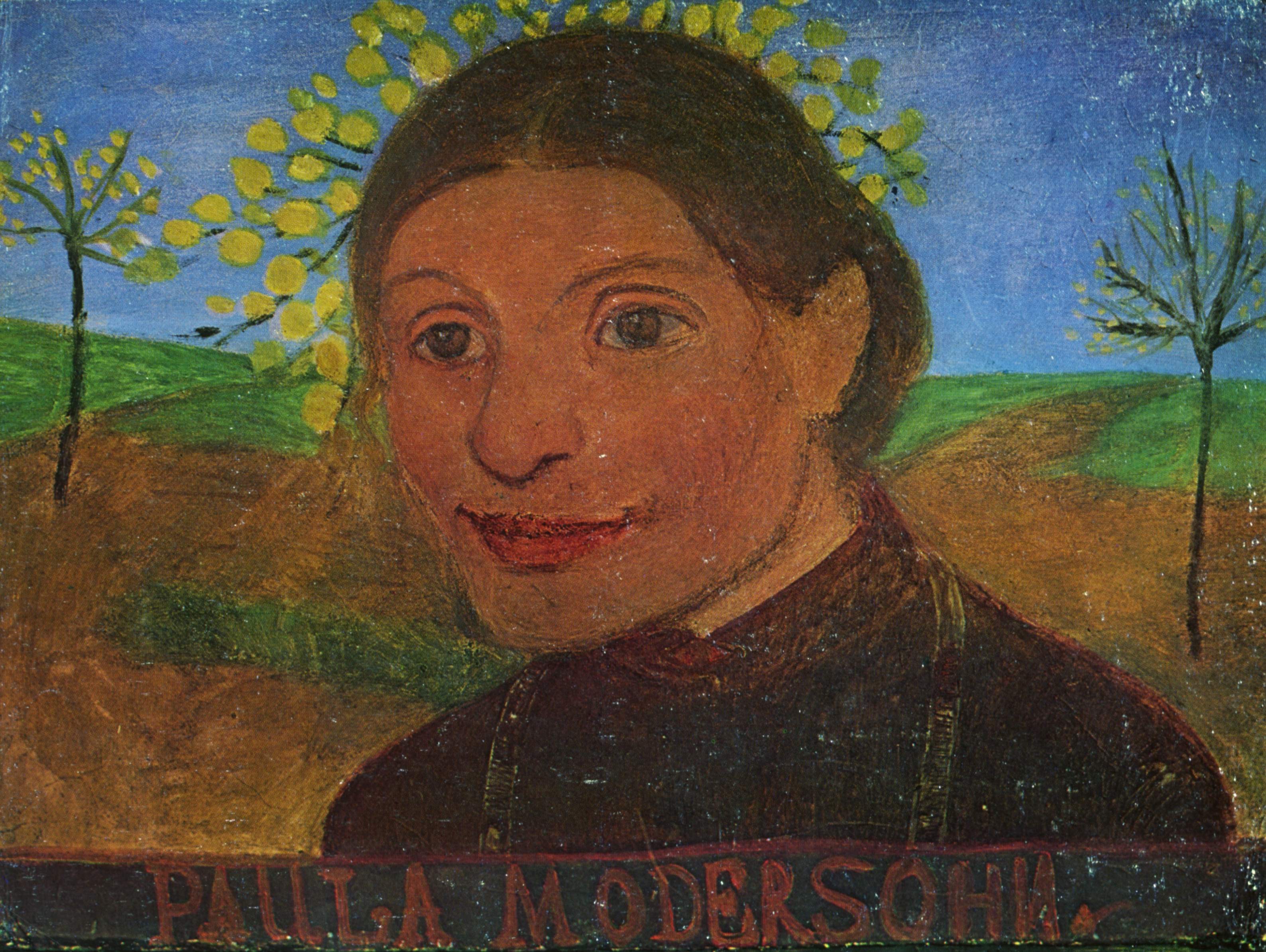
Paula Modersohn-Becker: Selbstporträt vor blühenden Bäumen (1902)
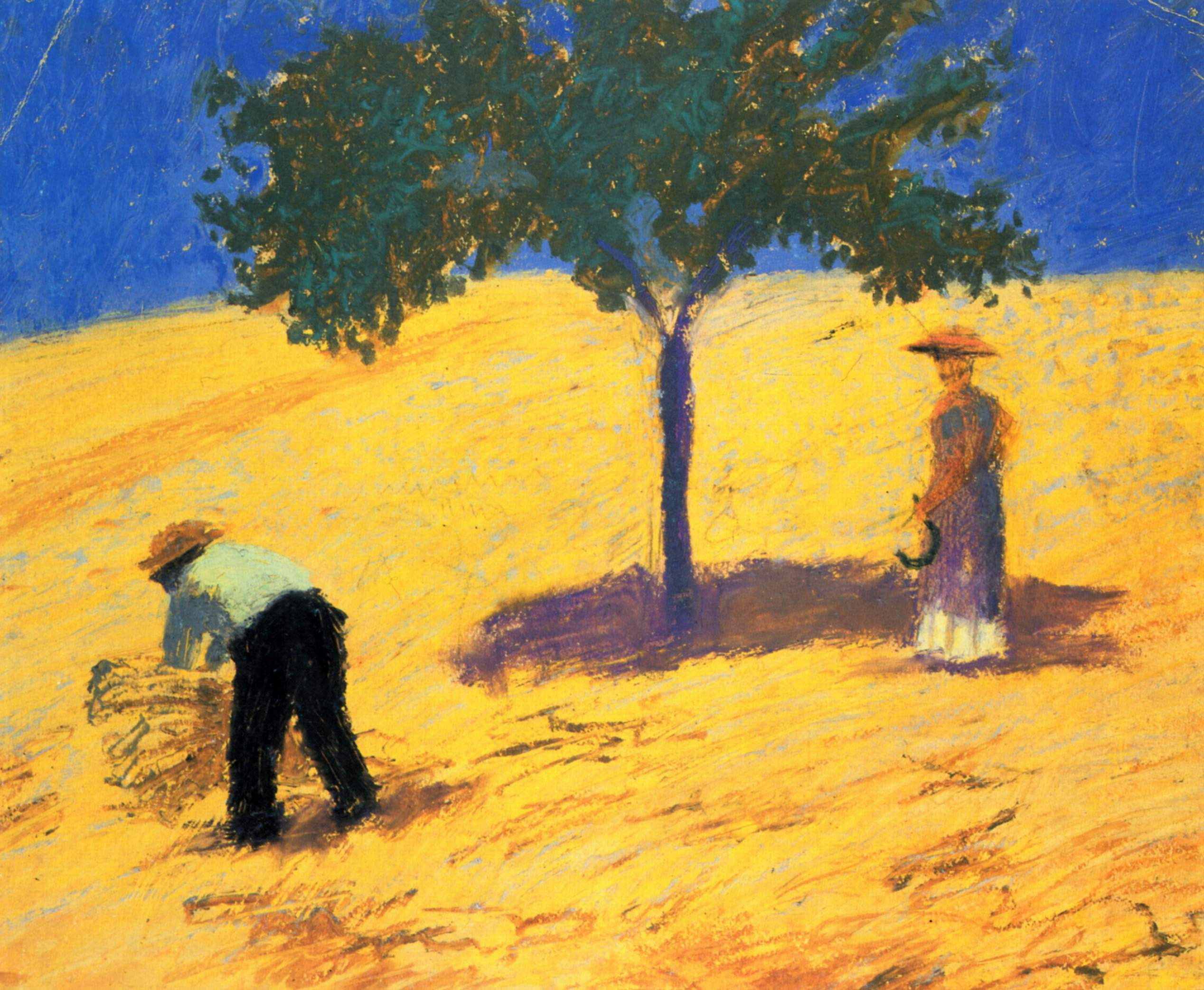
August Macke: Baum im Kornfeld (1907)
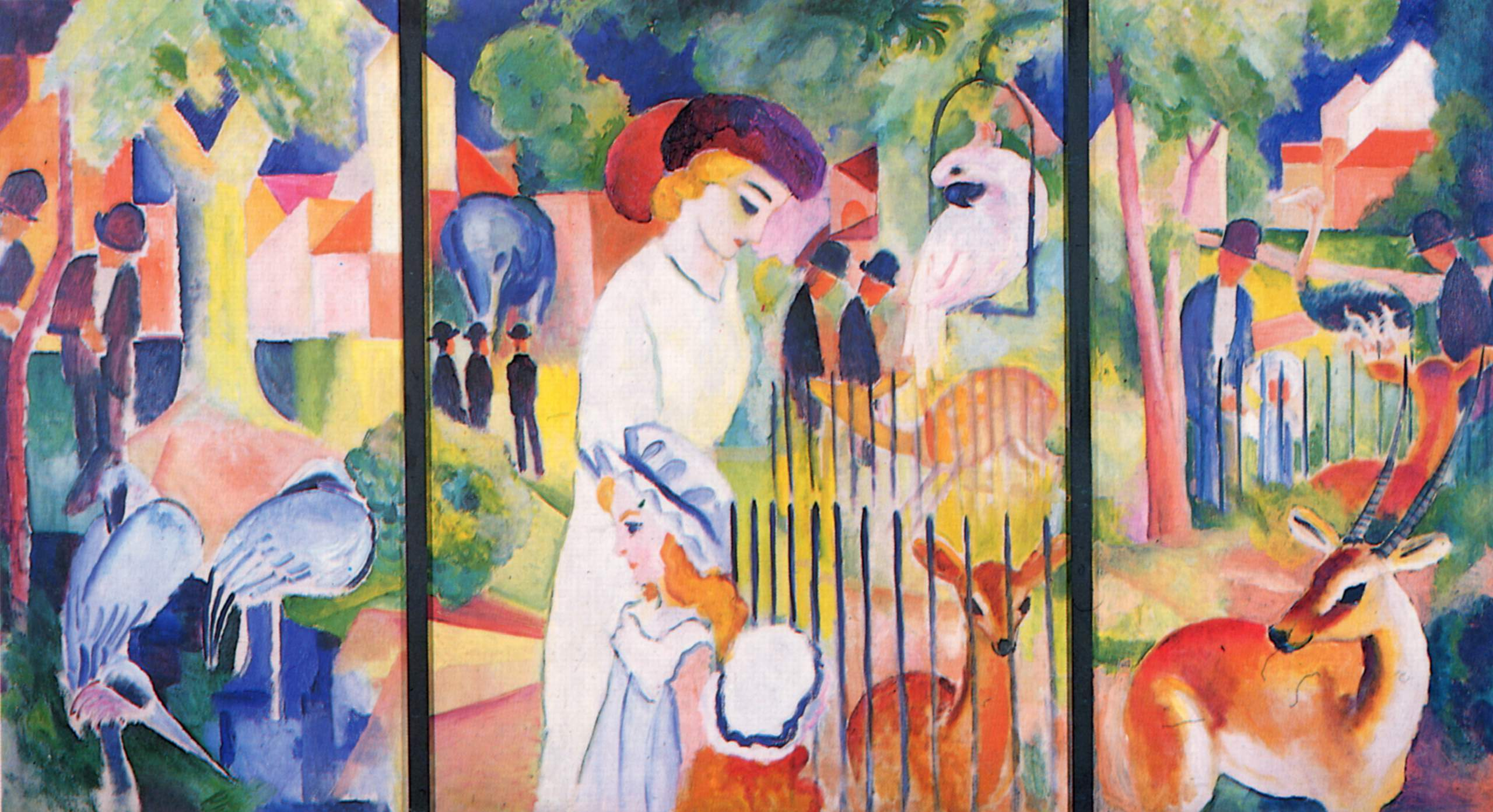
August Macke: Großer Zoologischer Garten, Triptychon (1913)
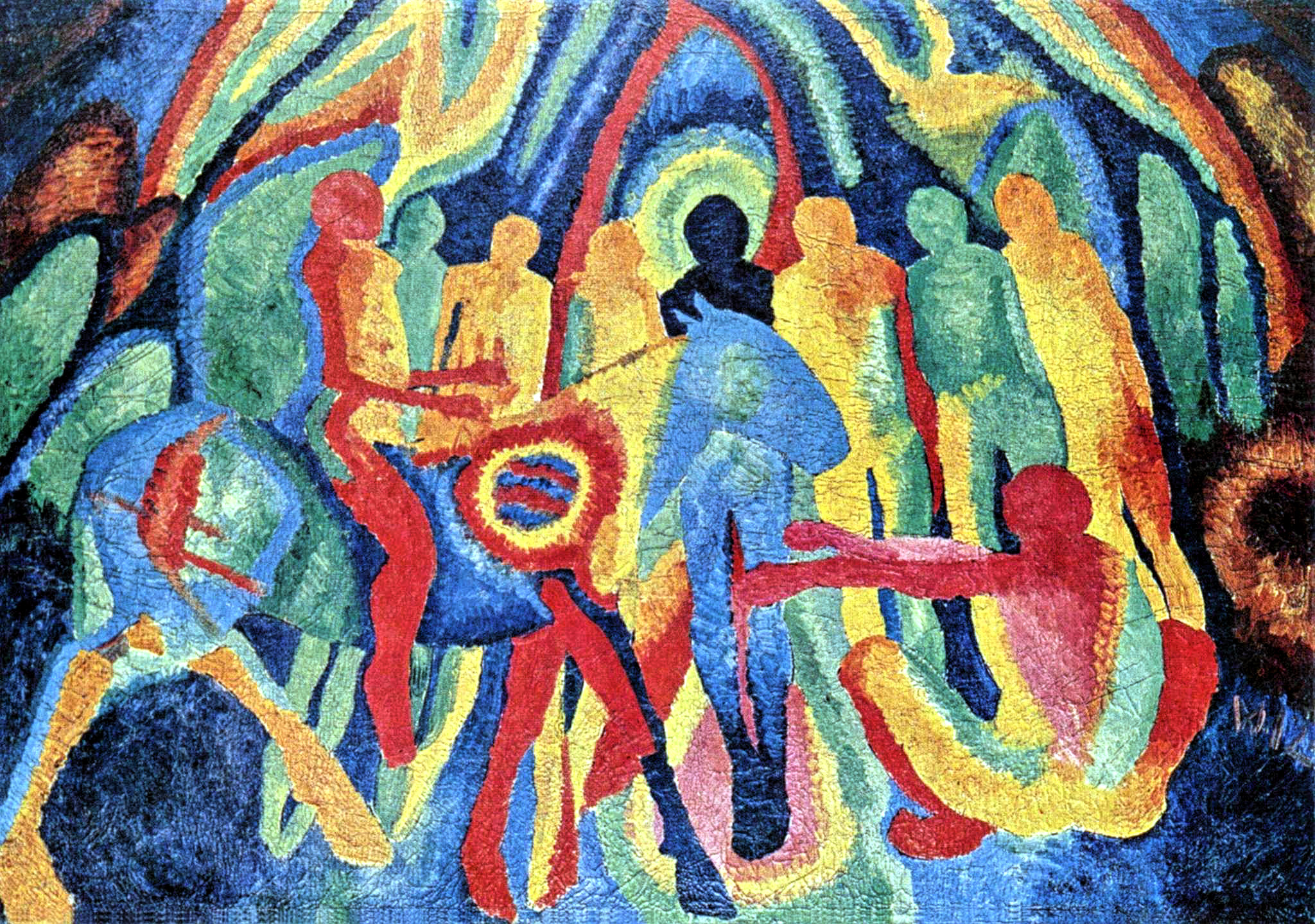
Wilhelm Morgner: Einzug Christ in Jerusalem (1912)
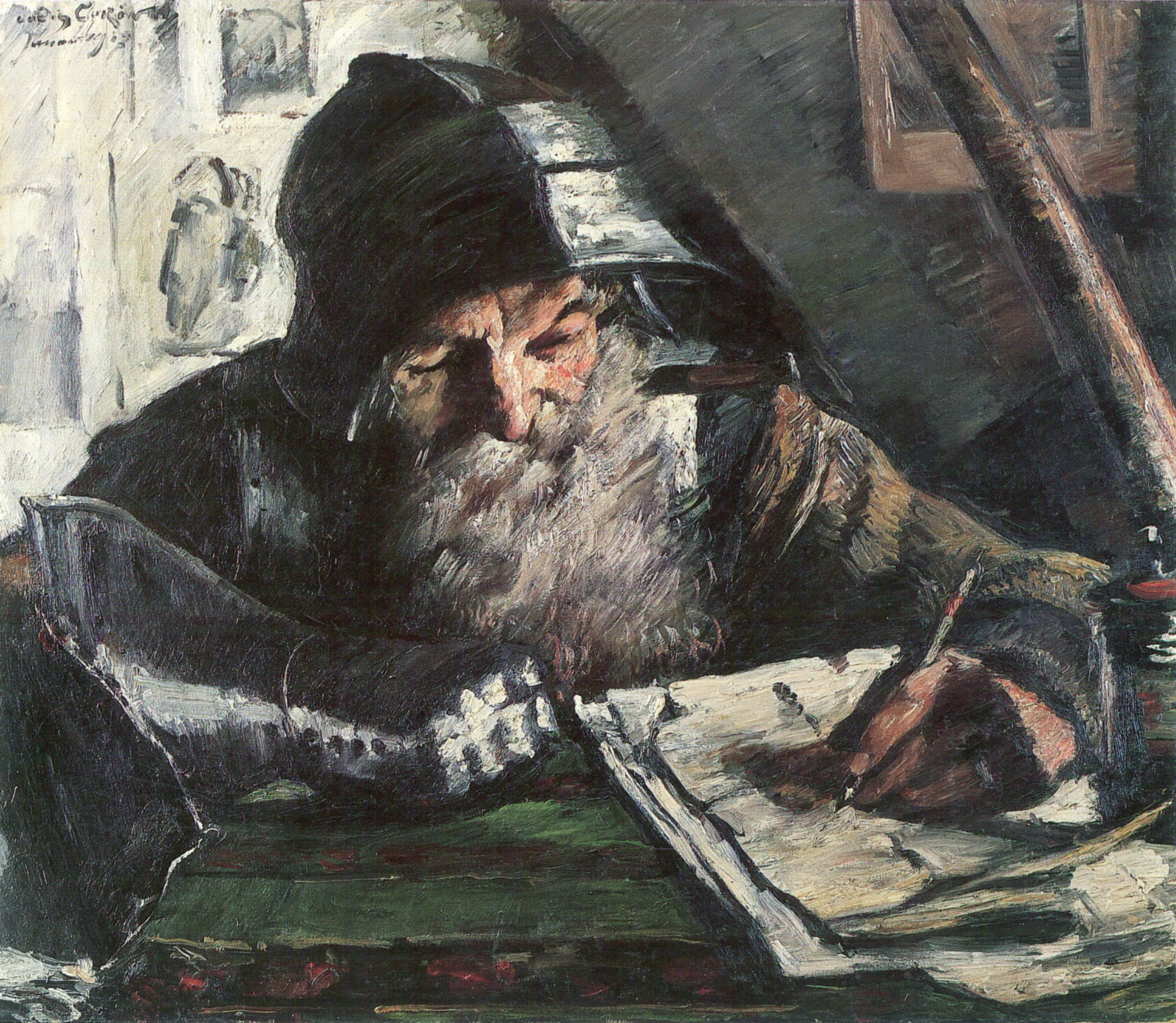
Lovis Corinth: Götz von Berlichingen (1917)